# Nagrobek Andrzeja Zebrzydowskiego
Nagrobek Andrzeja Zebrzydowskiego został wykonany przez Jana Michałowicza z Urzędowa w 1560 r. Znajduje się w przebudowanej, pierwotnie gotyckiej kaplicy śś. Kosmy i Damiana w katedrze wawelskiej.

## Przebudowa kaplicy
Biskup Andrzej Zebrzydowski zmarł w 1560 roku. Kaplicę wraz z nagrobkiem ukończono już w 1563 roku. Michałowicz ograniczony był w swoim przedsięwzięciu istniejącymi murami małej i mrocznej kaplicy gotyckiej. Dla rozjaśnienia wnętrza i nadania mu renesansowego charakteru artysta zburzył gotyckie sklepienie i zastąpił je rzeźbioną i malowaną kopułą, zwieńczoną sześciookienną latarnią. Kaplicę tę później przekształcono.
Rekonstrukcja kaplicy na pocz. XX wieku przywróciła w dużym stopniu jej wygląd pierwotny, nie uwzględniając jednak kopuły. Obecnie głównymi elementami dekoracyjnymi kaplicy są kasetony i rozety podłucza arkady wejściowej i niszy ołtarzowej, ornamenty liściaste, groteskowo – kandelabrowe, pasy konsolek i wolich oczek.

## Opis nagrobka
Mała przestrzennie kaplica nie wpłynęła hamująco na rozmiary nagrobka, który jest największym i najbardziej dekoracyjnie bogatym z wszystkich nagrobków Michałowicza.
Na kamiennym boniowanym podmurowaniu, rozczłonkowanym silnie przez występ partii środkowej i jej dwóch ryzalitów, wznosi się podobnie rozczłonkowany, bogato ornamentowany cokół z marmurową tablicą inskrypcyjną. Nad środkową częścią cokołu zbudowana jest część główna w kształcie dwukolumnowego ozdobnego portyku, z rzeźbą biskupa na sarkofagu na tle wnęki arkadowej. Architraw i fryz przełamują się ponad kolumnami, dzieląc się na występy i uskoki podobnie do cokołu. Prosty, wystający gzyms wsparty pośrodku oryginalnym kluczem archiwolty zamyka całość silnym poziomym akcentem. Nad gzymsem koronującym wznosi się zwieńczenie w formie tempietta z podpierającym je ornamentem wolutowym. Nad cofniętymi partiami podmurówki i cokołu stoją małe skrzydła boczne przypominające aediculae – kapliczki, a w nich rzeźby śś. Piotra i Pawła.
Podmurowanie jest spokojne i symetryczne. Pierwsze oznaki zakłócenia ładu wprowadzają zwrócone w jedną stronę twarze satyrów w obramieniu tablicy inskrypcyjnej. Umieszczona w górnej części poziomego obramienia maska satyra znajduje i w dole odpowiednik w maszkaronie zwierzęcym. Podobny efekt powtarza twórca w dekoracji nóg sarkofagu, przeciwstawiając maskę zwierzęcą ludzkiej.
Kolumny dźwigające masyw belkowania, gzymsu i zwieńczenia są smukłe, nieco osłabione oryginalną w pomyśle zmianą kształtu trzonów, w połowie okrągłych, w połowie sześciobocznych, o optycznie ruchomej powierzchni. Wrażenie takie sprawiają jakby zawieszone na nich ornamenty arabeskowe. Skręcone o 45º w stosunku do abakusów, rozpękające się wolutowe kapitele typu korynckiego afunkcjonalnie wystają skrętami daleko na boki. Rozwiązywanie statycznych praw ciążenia w sposób tylko pozorny triumfuje ostatecznie w niezwykle oryginalnym kluczu archiwolty. Jako półokrągłe przedłużenie architrawu i belkowania, sygnalizuje on krąg dźwigania cokołu tempietta, ale, otwarty do przodu, nie stanowi statycznej dla niego podstawy. Rolę tę natomiast spełnia gzyms koronujący. Nie dość na tym, środkowy występ belkowania tłoczy klucz archiwolty wywijając zwoje jego rollwerku tak silnie w dół, że putto siedzące na głowie pantery wychyla się do przodu i zabezpieczając się przed upadkiem chwyta się obiema rękami pęków fig.  Jest to rzadki motyw putto – atlant. Modelowo opracowane tempietto w zwieńczeniu, wsparte o zapiecek, flankują ornamentalne woluty. Pełni ono dodatkową rolę portyku stylizowanej fasady iluzjonistycznie pojętej budowli zaplecza.
Nagrobek był pierwotnie polichromowany. Błękit tła, złocenia i srebrzenia podkreślały bogactwo form.

### Figura Andrzeja Zebrzydowskiego
Postać jest marmurowa, śmiało modelowana. Zadziwia wirtuozerią ukształtowania drobnych fałdów alby, ornatu, a także ażurowo ujętej ręki. Biskup, przedstawiony w stroju pontyfikalnym, spoczywa w swobodnej pozie wsparłszy głowę na dłoni. Za wezgłowie służy mu pulpit i poduszka. Oblicze Zebrzydowskiego to studium portretowe: gładkie w dolnej części tło niszy zdobi u góry kartusz herbowy, podtrzymywany przez dwa aniołki.

### Elementy dekoracyjno – ornamentalne
Splata się tu tradycja historyczna z ówczesną narastającą współczesnością. Nad łukiem archiwolty biegnie późnogotycki ornament liściasty, a pulpit wezgłowia ma jeszcze tradycyjne wycięcie w ośli grzbiet.
Układy ornamentu kandelabrowego z panneaux dekoracyjnych nagrobka i kaplicy mają charakter renesansowy, oparty na wzorach kaplicy Zygmuntowskiej. Arabeskowe sploty wokół kolumn. Michałowicz nanizał tu motywy roślinne, zwoje wolutowe, panoplia, owoce, paciorki, zwierzęce maszkarony. Obok dekoracyjnych motywów typu renesansu włoskiego widzimy w nagrobku dalszą infiltrację italianizmu niderlandzkiego.

### Dwie sfery odmiennych wartości
Wyniosłej powadze rzeźby zmarłego i postaciom ikonografii chrześcijańskiej towarzyszy rozigrany fantazją renesansowego artysty pogański świat mitologii. Jego najdobitniejszym wyrazem jest putto – Bachus w kluczu archiwolty. Satyry są dalekim echem trytonów z kaplicy Zygmuntowskiej. Głowy lwów, trzykrotnie powtórzone na każdej kolumnie, zdają się wyrazem ideologii chrześcijańskiej.
Na wewnętrznej stronie arkady znajduje się gmerk Michałowicza, złożony z krzyża, kątownicy i rylca.